# Dobrova, Celje
Dobrova este o localitate din comuna Celje, Slovenia, cu o populație de 191 de locuitori.